# Panilleuse
Panilleuse ist eine Ortschaft und eine ehemalige französische Gemeinde mit 466 Einwohnern (Stand: 1. Januar 2022) im Département Eure in der Region Normandie. Sie gehörte zum Arrondissement Les Andelys und zum Kanton Les Andelys.
Mit Wirkung vom 1. Januar 2016 wurden die bis dahin selbstständigen Gemeinden Berthenonville, Bus-Saint-Rémy, Cahaignes, Cantiers, Civières, Dampsmesnil, Écos, Fontenay-en-Vexin, Forêt-la-Folie, Fourges, Fours-en-Vexin, Guitry, Panilleuse und Tourny zu einer Commune nouvelle mit dem Namen Vexin-sur-Epte zusammengelegt und besitzen in der neuen Gemeinde den Status einer Commune déléguée. Der Verwaltungssitz befindet sich im Ort Écos.

## Lage
Nachbarorte sind Notre-Dame-de-l’Isle im Nordwesten, Mézières-en-Vexin im Norden, Civières und Écos im Nordosten, Tilly und Heubécourt-Haricourt im Osten, Vernon im Süden und Pressagny-l’Orgueilleux im Südwesten.

## Bevölkerungsentwicklung
| Jahr      | 1962 | 1968 | 1975 | 1982 | 1990 | 1999 | 2008 | 2015 |
| --------- | ---- | ---- | ---- | ---- | ---- | ---- | ---- | ---- |
| Einwohner | 247  | 246  | 389  | 459  | 466  | 469  | 465  | 452  |

## Sehenswürdigkeiten

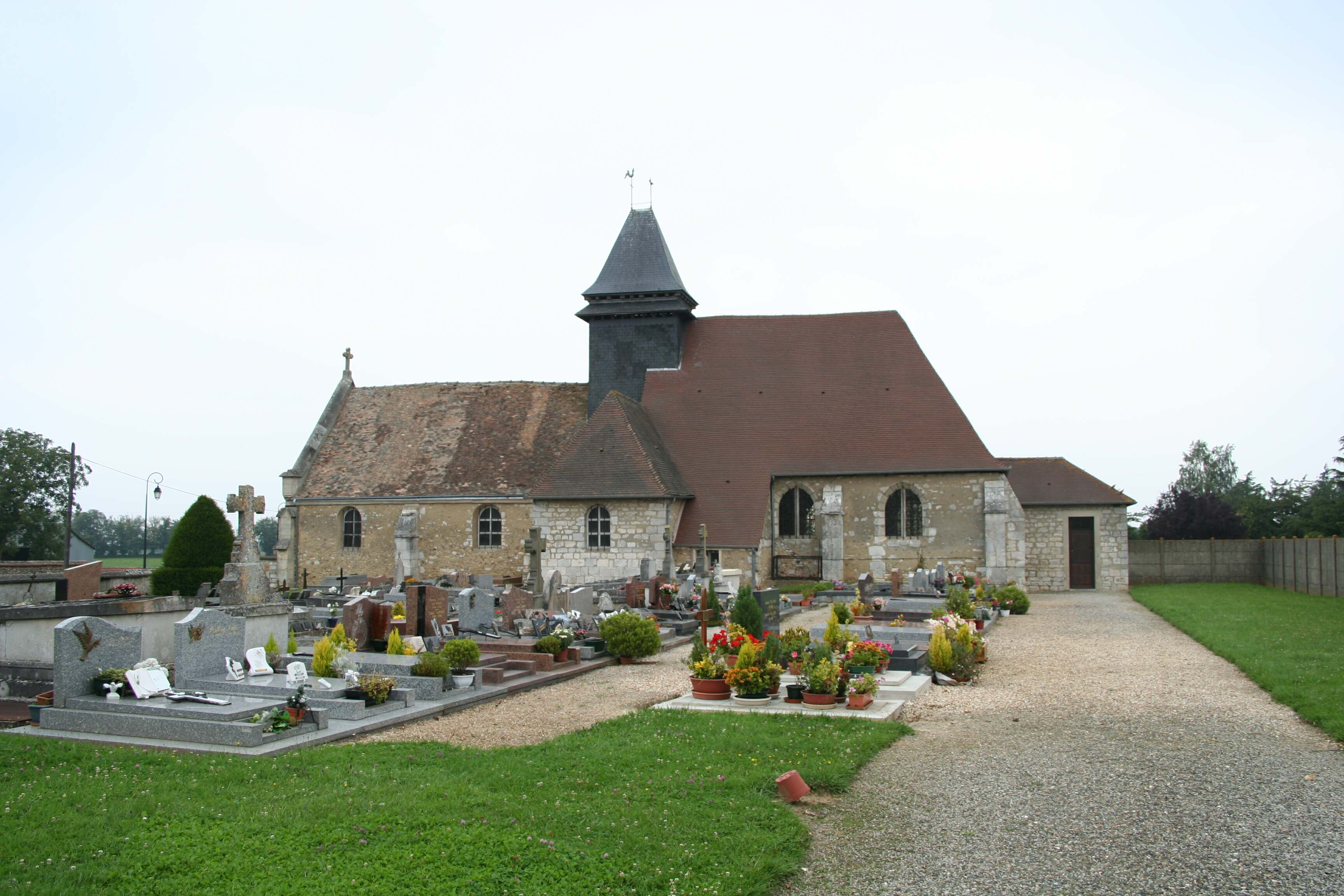
Kirche Notre-Dame

- Kirche Notre-Dame
- Kriegerdenkmal